# 한국의 상고시대 시가
한국의 상고시대 시가는 고대 한민족이 제천 의식과 가무를 통해 만들어낸 시가 문학이다.
서정 양식은 서정시로 대표된다. 고대 한민족은 제천 의식과 가무를 통해 문학의 창조적 싹을 틔워 왔다. 시가의 기원은 원시 고대적 공동체 사회의 제의(祭儀)에서 발생하였다. 제천 의식 때 제주(祭主)가 되는 기도사(祈禱詞)나 송축사(頌祝詞), 민족적 시조신(始祖神)이나 영웅을 칭송하는 제사(祭詞) 같은 것은 신악(神樂)이나 율동적인 무용과 아울러 종합 예술의 분위기를 형성했고, 또 이것이 민족 문학의 모체가 되어 주었다. 예컨대,《삼국지》 〈동이전〉의 기록에 고구려 민족은 가무를 좋아하며 10월 제천시 국중에 대회를 갖는데, 이를 동맹이라 했다 한다. (→고구려의 제천 행사 참조) 이러한 제의에서 불린 노래가 곧 삼국 초기의 시가 문학이다. 시가는 분화되어 악기를 연주하는 노래로 발전하고, 지금은 음악으로부터 유리된 가사만이 변천의 과정을 겪고 문자로 정착되어 있는 것이다. 《삼국유사》의 가락국기(駕洛國記)에 기록된 가야 건국 신화 속에 낀 원시 시가의 유편인 〈구지가〉, 〈황조가〉, 〈공후인〉 등이 신화·전설 속에 묻혀 오늘날까지 그 가사의 내용이 한역(漢譯)으로 전해지고 있다. 이 중, 〈황조가〉는 연애 감정을 표현한 서정적인 내용의 작품으로서 집단적인 원시 문학으로부터 개인적인 고대 서정 문학으로 이행하는 과정에서 성립된 것으로 보인다.

## 시가의 기원
신을 즐겁게 하고 민중의 감정을 북돋우어 주던 송축사나 제사는 그 사이에 끼는 노래와 함께 서사시로서의 신화·전설을 낳게 되고, 또 이 노래에서 서정시로서의 시가가 비롯되고 무용이나 그 제단의 분위기는 그대로 연극의 모태(母胎)가 되었다. 본래 한민족의 노래(歌)는 고어로 ‘놀애’이며, 이는 ‘놀’(遊)이란 어원에서 나와서 ‘노래·놀이·놀음’ 등으로 문학과 연극과의 친밀성을 말해 준다.
또 고대 한민족은 ‘죽음’에 당해 송사가무(送死歌舞)로 죽은 영혼을 위로하는 습속이 있다. 현재까지 남아 있는 상두소리(香頭歌), 묘지 다지는 소리, 그리고 도당(都堂)굿, 지신밟기, 두레, 성황당(城隍堂), 당산(堂山) 등 민족적인 행사나 유물은 모두 수천 년 동안 연면히 내려온 고대 생활과 민족 전통의 유형이라 할 수 있다.
아무튼 고대 시가는 노래와 무용을 통해 운율적인 사설(辭說)이 동반되었을 것이며, 이것이 바로 시가의 발생으로 〈구지가〉(龜旨歌), 〈해가사〉(海歌詞), 〈도솔가〉(兜率歌) 등이 그 좋은 예이다. 따라서 노동요(勞動謠)와 제사요(祭祀謠)는 시가의 시원으로 소박한 리듬의 도취로부터 차츰 민요적인 형태로 발전해 나갔다. 이것이 후세에 전래되기는 서사적인 신화·전설의 일부만을 이루고 있는 것만 남게 되었다.
고대 시가는 서력기원을 전후하여 약 반세기의 시가가 이른바 서사시에서 서정시로 넘어오는 과도기라 할 수 있다. 현존하는 시가로는 서사에 〈구지가〉, 과도적인 작품에 〈도솔가〉, 그리고 서정에 〈황조가(黃鳥歌)〉를 들 수 있다.
시가가 문학으로서 분화·독립되기 이전에는 원시 종합 예술체로서 음악·무용과 더불어 혼융(渾融)되어 왔음을 보아 왔다. 진수의 《삼국지》 〈위지 동이전〉이나 송(宋)의 범엽(范曄)이 편찬한 《후한서》에 “진한은 그 풍속이 가무를 즐겨 했다.”라는 기록으로 보아 그 유풍(遺風)은 오늘날 아직도 지방에 따라서 적지 않게 남아 있다.
공동체 사회의 노래는 집단적·민중적인 색채가 짙어서 집단의 공통 감정에 영합되는 것이었다. 호남 지방의 〈강강술래〉, 영남 지방의 〈쾌지나 칭칭나네〉가 고대의 집단 예술을 그대로 재현하고 있다. 정월 대보름이나 8월 한가위, 달이 밝으면 여자 수십 인이 서로 손을 잡고 원무(圓舞)를 하며 노래를 부른다.
요컨대 이 두 노래는 한국 민요의 최고의 형으로 가·무·악의 종합 예술로서의 잔영(殘影)이라 할 만하다. 일례로 〈쾌지나 칭칭나네〉의 소재를 살펴보면 ‘하늘·별·강변·잔돌·솔밭·옹이·대밭·마디’ 등 가장 원초적인 자연물로 일관하고 있다. 민속적인 집단 무요(舞謠)와 고대 무요의 내용을 비교하여 시가의 기원을 추측할 수는 없지만 고대 가요 중에서 집단 무요의 성격과 내용의 일면을 추측할 수는 있다.
그러나 현존하는 문헌의 기록을 통해서는 종교적인 무요의 가사 내용을 알 길이 없다. 개인의 감정 표현이 배제된 고대 가요는 차츰 개인의식의 발달에 따라 개인의 주정(主情)을 읊는 서정시로 변천하게 된다. 그러나 이때에는 독립 시가(獨立詩歌)로 발전되는 것이 아니라 다른 문학 장르, 즉 광의(廣義)의 설화 문학과 결부된다. 즉 설화적인 배경을 가진다.
고조선 여옥(麗玉)의 작이라는〈공후인〉도 바로 설화 문학과 결부된 시가이다. 〈공후인〉은 한시체의 시가로 전해지고 있는데 노래가 성립되기까지의 설화가 노래와 함께 전해져 내려오는 것이다. 고구려의 제2대왕 유리왕이 지었다는 〈황조가〉도 기원전 1세기경의 서정시로 설화를 배경으로 한 뛰어난 작품이다.
서정시는 그 초기 형태에서 음악적 반주에 수반하였을 뿐 아니라 감정 내용을 율동적으로 표현한 것이기 때문에 음률 형태를 취하였다. 고대 서정시는 대체로 사언고시체(四言古詩體)의 한시(漢詩)로 전해지고 있으며, 이후 향가의 형성에도 많은 영향 관계가 있는 것으로 보인다.

## 구지가
〈구지가(龜旨歌)〉는 서기 40년경에 이루어진 고대 시가의 하나이다.
영신군가(迎神君歌)라고도 한다. 옛날 가락국의 구간(九干, 아홉 사람의 추장)이 구지봉(龜旨峰)에 모여 자기네의 최고 통치자인 김수로왕(金首露王)을 맞이하려고 노래했다는 일종의 주문(呪文)으로 고대 가요의 한 형태를 보여주는 좋은 예다.
이 가요는 형식상으로 사구체가(四句體歌)로 뒤에 7백 년경에 이루어진 팔구체가(八句體歌) 형식의 무가인 〈해가사〉는 이 노래를 그대로 계승한 아작(亞作)이다. 〈구지가〉는 옛 기록의 연대로는 〈황조가〉나 〈도솔가〉보다는 후대의 소산으로 보이나 작품의 성격으로 볼 때 서정요보다 훨씬 이전인 원시 가요의 영역에 속한다. 원시 신앙에서 오는 주술적(呪術的)인 내용과 노래 자체의 명령적이고 위압적인 마력을 인식하는 것이 그것이다.
또 앞의 〈구지가〉가 신군(神君)을 맞이하려는 일종의 희망적인 노동요라 한다면, 뒤의 〈해가사〉는 악귀(惡鬼)나 액(厄)에 걸려 거기서 탈출하려는 몸부림이라 하겠다.

## 도솔가
〈도솔가(兜率歌)〉는 고대 시가 중 최초의 정형시이며, 〈산화가〉 또는 〈월명도솔가〉라고도 부른다.
신라 유리왕 5년(28년)에 지어진 노래로 가사와 작자 및 그 내용은 전혀 알 수 없고, 《삼국사기》에 “이 해에 민속이 환강하여 비로소 도솔가를 지으니 이는 가악의 비롯함이라.(원문 : 是年民俗歡康 始作兜率歌 歌樂之始)”라는 기록이 있다.
또 《삼국유사》에는 같은 왕 때에 지은 도솔가에 차사사뇌격(嗟辭詞腦格)이라 했으니, 뒤에 향가의 주류적 형태를 이룬 사뇌가(詞腦歌)의 형태를 암시한 말로 전통적인 시가 문학의 출발을 보인 것이라 할 수 있다. 이 〈도솔가〉는 ‘텃소리’·‘텃노래’·‘두렛노래(農樂)’·‘돗노래(神樂)’ 등 여러 설이 있는데, 이는 신라 서울을 중심으로 하여 신라 궁중 가악(宮中歌樂)의 형태를 갖춘 서정적인 가악임에 틀림없다. 〈도솔가〉에 대하여 몇몇 학자의 설을 참고로 소개해 둔다.
| “ | 유리왕대에 남상(濫觴)된 도솔가는 고대의 순전한 종교적 의식의 축사(祝詞)와 근고의 서정요의 중간 형식을 보인 것으로 그 가요의 형식이 아직 집단적인 것은 구형(舊型)을 그대로 전수(傳守)하나 그 내용이 현저히 즉 생활적 서정요였음을 추측할 수 있다. | ” |
|   | — 양주동 , 《고가연구》(古歌硏究) |   |

| “ | 유리왕대를 부족국가로부터 귀족 왕국으로 전환한 시기라 추측하고 도솔가는 문학사상 집단적인 서사 문학과 개인적인 서정요와의 교량적(橋梁的) 존재를 이룬다. | ” |
|   | — 우리 문학회 , 《국문학 개론》 |   |

〈도솔가〉는 왕의 선정(善政)과 태평성세를 구가하기 위해 백성들이 노래로 불렀다. 그러니 이는 벌써 종교적인 주술에서 탈피했음을 뜻하며, 백성 전체가 노래했다는 것은 원시 예술적인 집단의 뜻보다도 개인 생활의 안정과 평화를 기리는 서정요의 성격이 많이 깃들었다고 볼 수 있다.
더욱이 고대 가요로 알려져 온 〈구지가〉 및 〈공후인〉 등과 비교할 때 이 가요들은 거의 부대 설화(附帶說話)를 갖고 있으나, 〈도솔가〉는 “민속환강”(民俗歡康, 백성이 기뻐하고 평강하다)이라는 사실만이 부수될 뿐으로 이 노래의 가요적인 성격을 분명히 해준다.
따라서 〈도솔가〉는 그때까지 전해온 종교적 신화나 설화적 성격을 씻고 새로운 서정 가요의 발생이라는 점에 문화사적인 의의가 존재한다. 또 이 가악에서 비롯하여 사뇌가가 고대 서정 문학의 열매를 맺게 되니 이는 각 지방에 존재한 여러 민요 형태 가운데 차츰 왕경(王京) 중심으로 개인적인 서정 가요가 당시 상류 계급 사이에 새로 발전해 나갔음을 말해 준다.

## 비사
〈비사〉(秘詞)는 고대 한체(漢體)의 시가로서, 신지(神志)의 작이라 여겨진다.
신지는 일찍이 단군 환왕검(檀君桓王儉)의 사관(史官)으로 문자와 사서를 지었다 하나 이는 전하지 않고 다만 〈비사〉 몇 구만이 전한다.
〈비사〉는 고려 숙종 때 도술가(道術家) 김위선의 《상서》(上書) 중에 인용된 것이라 하며, 《문헌비고》(文獻備考), 《예문지》(藝文志) 중에 그 서명이 보일 뿐이다.